# Subulophora rutilans
Subulophora rutilans är en snäckart som först beskrevs av Gabriel Marie Joseph Hervier-Basson 1897.  Subulophora rutilans ingår i släktet Subulophora och familjen Triphoridae. Inga underarter finns listade i Catalogue of Life.